# All or Nothing at All
All Or Nothing At All è una canzone scritta nel 1939. Le parole sono state scritte da Jack Lawrence ed è stata messa in musica da Arthur Altamn. Il primo artista ad interpretare questo brano fu Frank Sinatra, arrivato in seconda posizione negli Stati Uniti, ed è stata la sua prima canzone registrata di tutta la sua carriera. Successivamente, venne interpretata da molti artisti fra i quali, Bob Dylan, Jimmy Scott, Chet Baker, Johnny Pace, John Coltrane, Freddie Hubbard, Diana Krall, Barry Manilow, Sarah Vaughan, Ian Shaw, Simply Red e molti altri.